# Galeon Neptun
Neptun – żaglowiec zbudowany jako replika galeonu na potrzeby francusko-tunezyjskiego filmu Piraci z 1986 w reżyserii Romana Polańskiego.
Zaprojektowany i zbudowany w Tunezji przez Carthago Films. W chwili premiery Piratów był najdroższym rekwizytem kiedykolwiek wykorzystanym w filmie. Część podwodną statku stanowi metalowy kadłub wyposażony w wielokierunkowe stery strumieniowe, natomiast góra (burty, pokład) jest wykonana z drewna. Jego rozmiary są dużo większe od rozmiarów typowego galeonu. Statek posiada działający takielunek i ożaglowanie.
„Neptun” jako statek muzeum stoi przycumowany do nabrzeża w Starym Porcie w Genui, czasami odbywając rejsy po Morzu Śródziemnym.